# Уголовное преследование за отрицание оккупации
Уголовное преследование за отрицание оккупации — система криминализации отрицания преступлений нацизма и оккупации, пережитой государствами Прибалтики (Латвия и Литва) в период Второй мировой войны. Начиная с 2010 года к наказанию за отрицание нацистской оккупации балтийские страны добавили аналогичное наказание за отрицание советской оккупации, как трактуется начиная с 1990-х годов пребывание этих стран как союзных республик в составе СССР. Наказание за отрицание оккупации внедрено поправками в существующие уголовные кодексы и предусматривает крупные штрафы, принудительные работы и сроки тюремного заключения до пяти лет.

## Законодательные предпосылки от Евросоюза
Начиная с 2006 года европейские институции приняли ряд документов:
- Резолюция 1481 ПАСЕ от 26 января 2006 года, призывающая к осуждению преступлений тоталитарных коммунистических режимов;
- Пражская декларация о европейской совести и коммунизме от 3 июня 2008 года;
- Декларация Европарламента о провозглашении 23 августа Европейским днём памяти жертв сталинизма и нацизма, принятая 23 сентября 2008 года;
- Резолюция Европарламента от 2 апреля 2009 года о европейской совести и тоталитаризме.

## Законодательство балтийских стран
На основе принятых Евросоюзом резолюций и документов парламенты балтийских стран приняли ряд поправок, предусматривающих криминализацию «отрицания оккупации».
Литовский сейм в июне 2010 года внес в Уголовный кодекс поправки к статье 170 об ответственности за одобрение, отрицание или принижение значения преступлений не только нацистской Германии, но и Советского Союза, предусмотрев за это наказание в виде штрафа или ареста, а также реального лишения свободы сроком до двух лет. Литовские парламентарии считают, что из-за «оккупации» их страна «не могла развиваться вместе со всей Европой».
Сейм Латвии в мае 2014 года дополнил статью 74 (1) Уголовного закона, предусматривавшую ранее уголовную ответственность за отрицание Холокоста указанием на оккупационные режимы СССР и Германии, поставив СССР на первое место в этой иерархии. Эта статья гласит: «за оправдание преступлений против человечности, преступлений против мира или публичное прославление военных преступлений или осуществлённого геноцида, преступлений против человечности, преступлений против мира или военного преступления, в том числе осуществленного СССР или нацистской Германией геноцида, публичное прославление, отрицание, оправдание или грубое принижение преступлений против человечности, преступлений против мира или военного преступления против Латвийской республики и её жителей — наказание лишением свободы до пяти лет или кратковременным лишением свободы, или принудительными работами, или денежным штрафом».
Во время дебатов по законопроекту оппозиционный депутат, юрист Валерий Агешин («Центр Согласия») отметил, что он фактически предусматривает заключение в тюрьму за выражение личного мнения, тогда как Конституция Латвии защищает свободу слова. На это депутат правящей коалиции Андрей Юдин («Единство») ответил, что свобода слова не может быть абсолютной.

## Юридическая трактовка
Видный знаток международного права, консультант Европарламента Алексей Димитров, разбирая вызвавшую широкий резонанс публикацию мэра Риги Нила Ушакова, трактовавшуюся как «отрицание оккупации», отметил, что вряд ли редакция статьи 74 (1) позволяет осудить кого-либо за «оправдание или отрицание оккупации (или агрессии, или противоправной аннексии) СССР в отношении государств Балтии в 1940 году». «Сами по себе эти противоправные действия не образуют геноцид, преступления против человечности или военные преступления (таковыми могут являться, например, сталинские депортации, а не действия СССР в целом)».
Что касается преступлений против мира, их определение дано «в статье 6 Устава Нюрнбергского трибунала: а) преступления против мира, а именно: планирование, подготовка, развязывание или ведение агрессивной войны или войны в нарушение международных договоров, соглашений или заверений, или участие в общем плане или заговоре, направленных к осуществлению любого из вышеизложенных действий».
Юрист напоминает, что на Нюрнбергском процессе, рассматривая аншлюс Австрии, трибунал признал эти действия Германии актом агрессии, однако явно провёл различия между актом агрессии, который, несмотря на противоправность, не является преступлением против мира, и агрессивной войной, которая таким преступлением является. В частности, подсудимый Кальтенбруннер, руководивший операцией нацистов по нейтрализации правительства Шушнига в ночь на 11 марта 1938 г. во главе 500 австрийских эсэсовцев, был оправдан по обвинению в преступлениях против мира. «Аншлюс, хотя он и был актом агрессии, не инкриминируется как агрессивная война, и доказательства против Кальтенбруннера по первому разделу не указывают, по мнению Трибунала, на его непосредственное участие в каких-либо планах ведения подобной войны». Таким образом, «в 1940-х годах противоправное вторжение без войны не считалось однозначно преступлением против мира», — указал Димитров.
Он также напомнил, что Конституция и Европейская Конвенция по правам человека стоят в юридической иерархии выше Уголовного закона, а они защщают свободу слова. Так, в деле Perincek v Switzerland в Европейском суде по правам человека, когда уголовное дело было открыто в Швейцарии за отрицание геноцида армян, суд встал на сторону истца и признал, что высказывания, оспаривающие значимость исторических событий, пусть даже являющихся чрезвычайно чувствительными для страны или национальной группы, не считаются автоматически заслуживающими наказания, только если они не представляют собой призыв к ненависти или нетерпимости.

## Судебные процессы

### В Литве
Первым обвиняемым, осуждённым по статье об отрицании оккупации, стал политический деятель и правозащитник Альгирдас Палецкис. Решение в отношении него Верховный суд вынес 22 января 2013 года, приговорив Палецкиса к штрафу в размере 10 400 литов, которые для правозащитника собирала общественность.

### В Латвии

#### Дело Гирса
Илларион Гирс стал первым в истории Латвии человеком, подвергнутым преследованию по статье 74 (1), причем он сам был его инициатором, опубликовав статью «Гражданским неповиновением по неонацлатышской догме», в которой сообщил, что «годы пребывания Латвии в составе СССР с позиции благополучия и процветания большинства были наилучшими для народа Латвии, в том числе и для латышей, пик развития культуры которых пришелся именно на Советскую эпоху». Затем он написал «явку с безвинной» и сам отнес ее в Генеральную прокуратуру. Гирс считал, что единственный способ обезвредить правовую норму, покушающуюся на одно из фундаментальных прав человека — свободу слова (статья 9-я Европейской конвенции о защите прав человека и основных свобод) — это привести её в действие.
По мнению правозащитника, статья 74 (1) Уголовного закона Латвии парализует возможность объективного исторического исследования и защиты прав русскоязычного населения Латвии, так как на парадигме оккупации зиждутся три дискриминационных по отношению к этим людям закона: о гражданстве, языке и образовании. Гирс уверен, что «эта теория является историческим подлогом для оправдания дискриминации русского населения Латвии».
В декабре 2014 года Гирс был задержан и подвергнут обыску в рамках начатого против него уголовного процесса № 11840004114.
Однако в ходе расследования обвинения доказать не удалось.
Доктор истории Ирена Шнейдере в своем заключении от 12 марта 2015 года подтвердила утверждение Гирса о том, что СССР не осуществлял геноцид латышей. «Действительно, деятельность Латвийской исторической комиссии и исследования историков свидетельствуют, что только во время нацистской оккупации Латвии осуществлялся геноцид еврейского народа — холокост. Во время советского режима на территории Латвии не осуществлялся геноцид латышей». Она также не согласилась с тем, что Гирс «прославлял, отрицал, оправдывал и т. д.» вменяемые СССР преступления против «Латвийской Республики и ее жителей». Лингвист, доктор филологии Илзе Бремере в заключении от 31 марта 2015 года также не усмотрела криминала в статье Гирса. Поэтому 6 октября 2015 года следователь Полиции безопасности Р. Полякс прекратил уголовное преследование Гирса по статьям 74 (1), 93 и 233 ч. 2.

#### Дело Филея
Прокуратура Рижского судебного округа в декабре 2019 года предъявила обвинение члену правления Русского союза Латвии (РСЛ) Александру Филею по ст. 74 (1) за отрицание оккупации Латвии со стороны СССР за то, что он опубликовал в Facebook поздравление своим друзьям с годовщиной событий 17 июня 1940 года, когда советская армия «освободила Латвию от диктаторского режима» Улманиса.